# Luray (Misuri)
Luray es una villa ubicada en el condado de Clark en el estado estadounidense de Misuri. En el Censo de 2010 tenía una población de 99 habitantes y una densidad poblacional de 189,23 personas por km².

## Geografía
Luray se encuentra ubicada en las coordenadas 40°27′8″N 91°53′3″O / 40.45222, -91.88417. Según la Oficina del Censo de los Estados Unidos, Luray tiene una superficie total de 0.52 km², de la cual 0.52 km² corresponden a tierra firme y (0%) 0 km² es agua.

## Demografía
Según el censo de 2010, había 99 personas residiendo en Luray. La densidad de población era de 189,23 hab./km². De los 99 habitantes, Luray estaba compuesto por el 98.99% blancos, el 1.01% eran afroamericanos, el 0% eran amerindios, el 0% eran asiáticos, el 0% eran isleños del Pacífico, el 0% eran de otras razas y el 0% pertenecían a dos o más razas. Del total de la población el 0% eran hispanos o latinos de cualquier raza.